# کیم پیونگ-سوک
کیم پیونگ-سوک (انگلیسی: Kim Pyung-seok؛ زادهٔ ۲۲ سپتامبر ۱۹۵۸) بازیکن سابق و مربی فوتبال اهل کره جنوبی است.
از باشگاه‌هایی که در آن بازی کرده‌است می‌توان به باشگاه فوتبال اولسان هیوندای و باشگاه فوتبال ججو یونایتد اشاره کرد.
وی همچنین در تیم ملی فوتبال کره جنوبی بازی کرده‌است.
وی در مسابقات بین‌المللی در مجموع برندهٔ ۱ مدال طلا شده‌است.